# استان مونو
استان مونو (به لاتین: Mono Department) یک استان در بنین است.

## خصوصیات
استان مونو ۱٬۶۰۵ کیلومترمربع مساحت و ۴۹۵٬۳۰۷ نفر جمعیت دارد.